# Store Solt Kirke
Store Solt Kirke er en kirke i romansk stil, beliggende på en forhøjning øst for Bondeåen og Soltbro ved vejen til Egernfjord i landsbyen Store Solt i Sydslesvig i den nordtyske delstat Slesvig-Holsten. Kirken er sognekirke i Store Solt Sogn.
Kirken antages at være bygget i første halvdel af 1200-tallet. Koret er dog yngre. Den massive kirkebygning er opført af utilhugne kampesten, dog er hjørnerne af tilhugne sten, dens vestlige gavl af mursten. Koret er hvælvet, skibet dog ikke. Kirken lå dengang tæt på den dengang flere gange større Træsø.
Granit-døbefonten er fra 1200-tallet og viser reliefer fra Paulus, Petrus og evangelistsymbolerne. Drager på døbefontens fod knyttes til den old-nordiske stil. Prædikestolen er i renæssancestil fra 1614. Altertavlen fra omkring 1700 i akantusbarok. Alterbilledet er fra 1920 og illustrerer Lazarus' opstandelse. Pulpituret er smykket med relieffer fra Jesu Liv. Triumfkorset over koret er fra 1400-tallet og dermed fra før-reformatorisk tid. Korset fremstiller Kristus som sejrende over døden. Kirkeskibet Urania blev 1719 skænket af søfarendes familie Detleffsen. Originalen er nu på Søfartsmuseet i Flensborg. Orglet er fra 1848. Et ældre orgel var skænket 1810 af gårdmand Jacob Henningsen i Kollerup. Kirken råder over hverken tårn eller klokke. Ved den vestre gavl står i stedet en klokkestabel med spir og vejrhane.
Menigheden hører under den lutherske nordtyske landskirke, tidligere under den nordelbiske kirke. I den danske periode før den 2. Slesvigske krig var kirkesproget blandet dansk-tysk.